# Magnus Heunicke
Magnus Johannes Heunicke (født 28. januar 1975 i Næstved) er socialdemokratisk minister og folketingsmedlem, valgt i Næstvedkredsen. Han er søn af tidligere borgmester Henning Jensen og specialklasselærer Inger Heunicke. Gift med Nina Groes. I perioden 3. februar 2014 - 28. juni 2015 var Heunicke transportminister. Han blev efter valget i 2019 sundheds- og ældreminister i den socialdemokratiske regering med Mette Frederiksen som statsminister. Fra 21. januar 2021 er han udelukkende sundhedsminister.

## Baggrund, uddannelse og erhverv
Magnus Heunicke er uddannet journalist fra Danmarks Journalisthøjskole i 2002, med praktikophold i Danmarks Radio. Han er student fra Næstved Gymnasium og har 10. og 9. klasses afgangsprøve fra henholdsvis Gundslevholm Idrætsefterskole og Kildemarksskolen i Næstved.
I perioden 1999-2005 var Magnus Heunicke ansat i Danmarks Radio, senest ved P4 Regionalen i Næstved, hvor han producerede radio og TV fra Regionalens dækningsområde i det daværende Vestsjællands og Storstrøms amter.
I perioden 1996-1998 var Magnus ansat i Danmarks Socialdemokratiske Ungdom som rejsesekretær for Vestsjællands, Storstrøms og Bornholms Amter. I 1995-1996 var han ansat ved Kommunernes Landsforening som projektmedarbejder.
Tidligere har Magnus Heunicke haft en række jobs i blandt andet Bio Næstved og Bistroen i Bilka i Næstved Storcenter.

## Politisk karriere
Efter igennem over et halvt år at have arbejdet indenfor det trafikpolitiske område som medlem af Folketingets trafikudvalg, blev Magnus Heunicke 23/1 2007 udnævnt til trafikordfører for Socialdemokraterne. Magnus Heunicke er kendt som en hård kritiker af regeringens trafikpolitiske kurs, med fokus på især pendlernes forhold. Han har dog i flere tilfælde, blandt andet i forbindelse med Femern-forbindelsen og salget af Scandlines, vist at han kan samarbejde og forhandle med regeringen.
Fra 2005 til 2007 var han IT- og teleordfører for Socialdemokraterne. I denne stilling skrev han blandt andet oplægget "Bredbånd til Alle". Med dette politiske udspil forsøgte man blandt andet at sikre at flere fik mulighed for at få gavn af IT-teknologien.
Magnus Heunicke har været næstformand for Folketingets Udvalg for Videnskab og Teknologi siden 2005
Magnus Heunicke blev valgt som folketingskandidat i foråret 2004, og blev valgt til Folketinget året efter, i februar 2005 med 6563 personlige stemmer, heraf 5670 i Næstvedkredsen. Senere er han blevet genvalgt i den nye, større Næstvedkreds, der omfatter de fem tidligere kommuner Næstved, Susaa, Holmegaard, Fladsaa og Fuglebjerg. Således blev Magnus Heunicke genvalgt ved Folketingsvalget i 2007 med nu 8.973 personlige stemmer, hvor af 7.298 af stemmerne kom fra Næstvedkredsen. Også i 2011 blev han genvalgt, ved denne lejlighed med 9.364 personlige stemmer.

## Tillidshverv
Magnus Heunicke var i perioden 1992-1995 formand for Danmarks Socialdemokratiske Ungdom i Næstved. Senere, under journaliststudiet i Århus, var han hovedbestyrelsesmedlem og næstformand for DSU Århus Amt i perioden 1998-1999.